# Mathias Mielichhofer
Mathias Mielichhofer ( 1772 - 1847 ) fue un ingeniero en minas, botánico, y briólogo austríaco.
Vivió en una estancia en Salzburgo como un joven funcionario de la Administración del Príncipe. Fue un gran amigo del sabio von Humboldt (1769-1859).
Creó varias colecciones de exsiccatae, y gran parte de esos especímenes se conservan en el herbario de la Staatliches Museum für Naturkunde en Karlsruhe.

## Honores

### Epónimos
Género de musgos
- Mielichhoferia Hornsch. (Mielichhoferiaceae)
- La abreviatura «Miel.» se emplea para indicar a Mathias Mielichhofer como autoridad en la descripción y clasificación científica de los vegetales.[2]